# Distretti del Kosovo

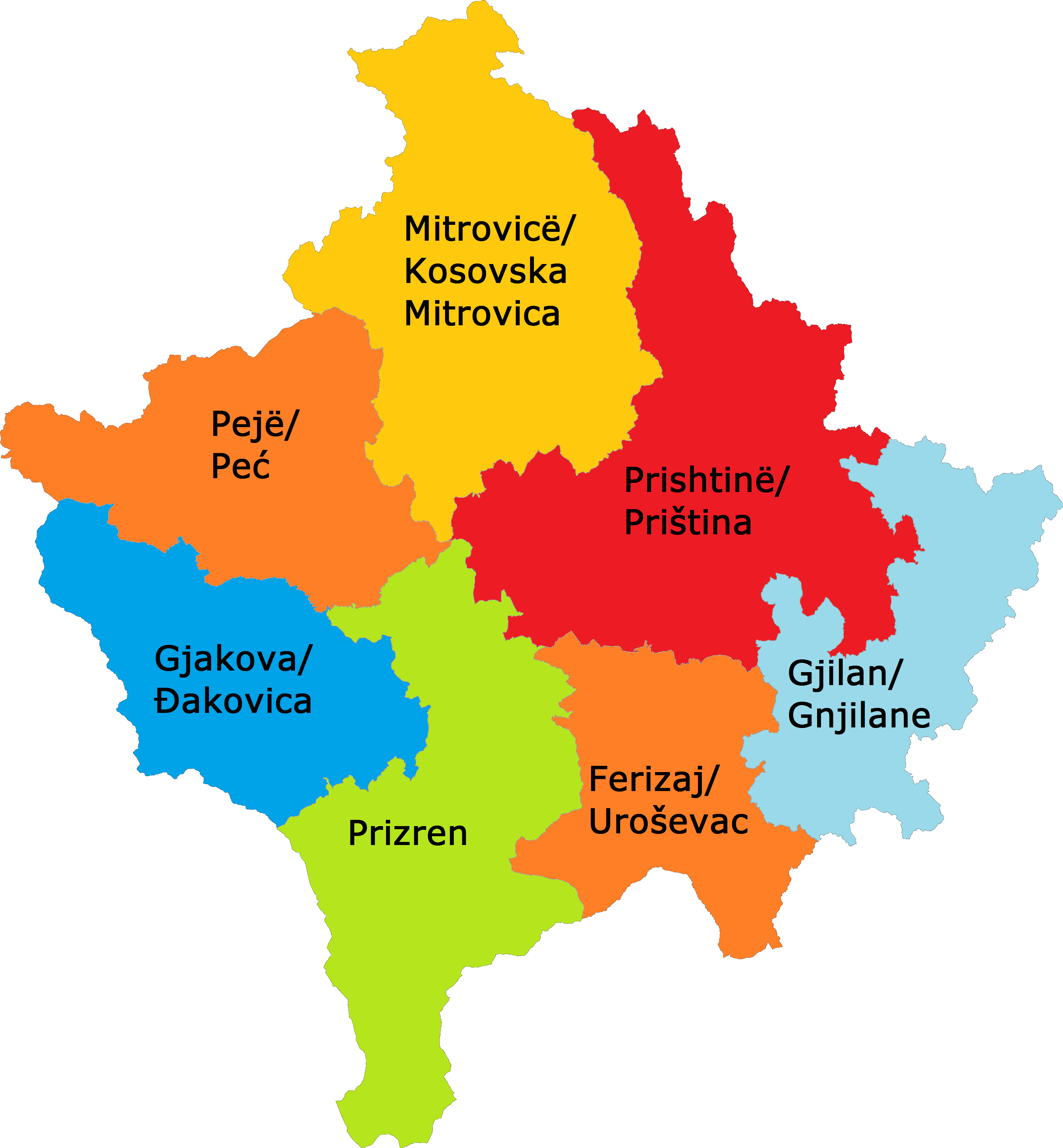
Distretti del Kosovo

I distretti del Kosovo sono la suddivisione territoriale di primo livello del Paese e ammontano a sette; ciascuno di essi si suddivide a sua volta in comuni.
I distretti del Kosovo si basano sulla riforma del 2000 dell'amministrazione UNMIK.

## Lista
| Localizzazione | Distretto (albanese) | Capoluogo          | Popolazione (2011) | Superficie (Km2) |
| -------------- | -------------------- | ------------------ | ------------------ | ---------------- |
|                | Mitrovicë            | Kosovska Mitrovica | 232 833            | 2 077            |
|                | Prishtinë            | Pristina           | 477 312            | 2 470            |
|                | Gjilan               | Gjilan             | 180 783            | 1 206            |
|                | Pejë                 | Peć                | 174 235            | 1 365            |
|                | Gjakova              | Gjakova            | 194 672            | 1 129            |
|                | Prizren              | Prizren            | 331 670            | 1 397            |
|                | Ferizaj              | Ferizaj            | 185 806            | 1 030            |

## Cronologia

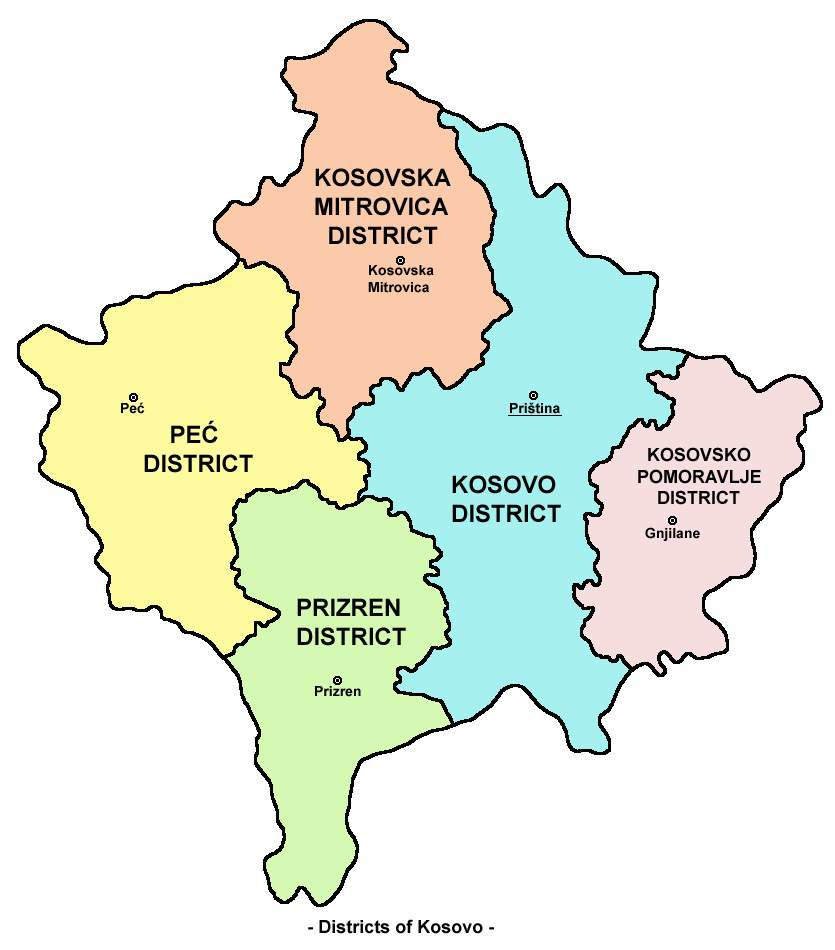
Distretti del Kosovo (1990-1999)

A differenza delle cinque repubbliche federali che componevano la Jugoslavia (Slovenia, Croazia, Bosnia, Montenegro e Macedonia), il Kosovo, al pari della Voivodina, costituiva una provincia della Serbia.
Dal 1990 al 1999 il Kosovo era suddiviso in cinque distretti:
- Peć
- Prizren
- Kosovo
- Kosovo-Pomoravlje
- Kosovska Mitrovica